# Lunettes intelligentes
Les lunettes intelligentes sont des dispositifs informatiques portés comme des lunettes traditionnelles qui utilisent des techniques de réalité augmentée pour afficher des informations en temps réel devant le champ de vision de l’utilisateur.
Ce type de dispositif a pour objectif principal de fournir des informations et des services utiles pour les différentes tâches réalisées par l’utilisateur. Pour ce faire, ils sont généralement équipés de différents éléments : un petit écran devant l’œil ou incrusté dans une ou les deux lentilles translucides, une antenne WIFI pour effectuer des transferts d’informations par le biais d’internet, ou un module bluetooth qui permet d'afficher les informations issues du smartphone ou de la montre connectée, elle embarque un petit processeur ou une caméra. Il existe principalement deux modes d’interaction avec les lunettes intelligentes. Le premier est d’intégrer des systèmes de détection de clin d’œil ou de geste effectués avec les doigts ou les mains, de technologie « Eye tracking » et de commande vocale. Le deuxième consiste à utiliser des systèmes de contrôle tels que des joysticks, des claviers à une main, des smart watches ou des smartphones.
L’utilisation des lunettes intelligentes demeure peu répandue, même si dans certains domaines, ce type de dispositif a été testé et a été sujet de nombreuses études. En effet dans les domaines de la médecine, de l’éducation, de la psychologie, de l’aérospatial ou encore militaire, des dispositifs de lunettes intelligentes et de réalité augmentée sont parfois utilisés ou en cours de développement en vue d'usages réguliers.

## Histoire
Les lunettes assistées s'inspirent des technologies mises au point à partir des années 1970, pour l'assistance au pilotage des avions militaires. On en compte des occurrences dans la science-fiction, notamment diverses « Lunettes Caméra Espion » ou encore les « scouters » de la série Dragon Ball en 1988. 
Les lunettes connectées du commerce commencent à apparaître à partir de 2010 dans la publicité, et à partir de 2014 dans les commerces. L'objectif principal est de développer des actions optiques virtuelles multi-usages dans l'industrie du jeu vidéo, en gameplay immersif, avant de passer à des usages plus larges comme le sport.
Le premier projet abouti est le projet Google Glass, un programme de recherche et développement lancé par Google en 2011 sur la création d’une paire de lunettes de réalité augmentée. Le lancement est fait en fanfare en 2014, accompagné d'une puissante campagne marketing, toutefois le succès n'est pas au rendez-vous, et le public demeure fidèle au smartphone. 
Plusieurs autres produits rivaux sont lancés dans la foulée, sans jamais rencontrer le succès non plus : 
- En 2014, Samsung réplique avec ses Samsung Gear Glass[5] ;
- En 2016, les « Spectacles » de Snapchat[6].
- En Septembre 2021, c'est Meta (maison mère de Facebook) qui lance ses « Ray-Ban Stories » (en collaboration avec Ray Ban et EssilorLuxottica), premier concurrent significatif, qui plus est issu d'un GAFAM. Toutefois, le succès n'est toujours pas palpable, tandis que les problèmes de sécurité publique demeurent[7], et ces lunettes sont dépourvues d'affichage, et contiennent essentiellement une caméra reliée au compte Facebook de l'utilisateur.

Entre 2020 et 2022, dans le contexte de la Crise COVID, une gigantesque bulle spéculative émerge autour du concept de métavers, alors propulsé par la firme Meta, rebaptisée pour l'occasion. Des milliards de dollars affluent alors vers des projets pourtant encore très embryonnaires d'espaces virtuels persistants en 3D utilisant des casques ou lunettes de réalité virtuelle, et la plupart des grandes marques de la tech se lancent alors dans des prototypes futuristes (le plus célèbre étant le Meta Quest 2), alors même qu'il n'existe pas encore de marché. Toutefois, cette bulle s'effondre dès 2023 face à l'absence d'usages réels et une totale indifférence du grand public, et le marché des casques de réalité virtuelle s'effondre :  En 2024, Microsoft arrête la production de ses casques HoloLens 2 (qui allait fêter ses dix ans d'indifférence) et Windows MR, et Apple met fin à la production de son casque Vision Pro, aux ventes extrêmement décevantes. 
Pour pallier le manque d'adoption des casques, les métavers sont finalement accessibles via un simple navigateur web ou un smartphone, sans permettre de sauver le concept pour autant. 
Face à l'effondrement du marché des casques de VR dont Meta Quest demeure le dernier fabricant significatif malgré des pertes colossales, Reality Labs (filiale VR de Meta) désinvestit alors progressivement les casques pour tenter sa chance du côté des lunettes intelligentes avec les Ray-Ban Stories, considérées comme plus acceptables que les casques de réalité virtuelle. Toutefois, celles-ci ne proposent plus d'affichage ni de réalité augmentée mais seulement une caméra reliée directement au compte Facebook de l'utilisateur. 
En 2025, le principal client envisagé pour les projets de lunettes intelligentes est en réalité l'armée américaine, friande de soldats « augmentés », et déjà unique client significatif des casques de réalité virtuelle de Microsoft,,.
Coûteuses, fragiles, avec une autonomie faible, des débats sur l'intimité et une utilité toujours pas démontrée, aucun concept de lunettes intelligentes n'a encore réussi à percer, et le public semble toujours se contenter d'écrans.

## Domaines d'application

### Santé à distance
Une étude sur l'application de cette technologie dans le domaine de la médecine/santé est lancée en 2018.
Dans les pays en voie de développement, il arrive que le personnel qualifié et formé pour des actes de chirurgie très spécialisés soit insuffisant. Les lunettes intelligentes pourraient permettre de proposer des actes d'intervention et de formation à distance, sous réserve a minima de la qualité des connexions. Une étude a été réalisée au Mozambique mettant en pratique une procédure permettant de relier deux chirurgiens pour une opération. Un était à Los Angeles, en Californie et l’autre au Mozambique. Celui qui était en Californie a conseillé et aidé celui du Mozambique. Le chirurgien de Mozambique a transmis en direct vidéos et images avec des lunettes intelligentes (Google Glass) équipées d’un logiciel spécial (AMA XpertEye) ; le chirurgien aux États-Unis a accédé au live-stream via un portail web. Tele-proctoring : The XpertEye software disposait de cinq fonctions principales, comme la capacité de faire du live-streaming, une fonction photo qui a permis au « chirurgien mentor » aux États-Unis de prendre des photographies à haute résolution, une fonction pour dessiner qui lui permettait d’écrire sur les images prises pendant le live-stream et de les projeter sur le champ de vision du chirurgien du Mozambique à travers les lunettes intelligentes.
Le domaine de la santé et de la médecine est particulièrement ciblé par ce type de prototype[réf. nécessaire].
Une autre tentative faisant elle aussi recours à des Google Glass les utilise pour visualiser après synthèse les images résultant d'échographie et d'endoscopie par caméra à capteur photographique CCD, pour la localisation et la biopsie de tumeurs en environnement simulé.

### Astronautes
Des systèmes de réalité augmentée permettent d’aider les astronautes dans leurs opérations manuelles de maintenance ou de réparation. L’objectif principal est de créer une plateforme basée sur la réalité virtuelle pour la connaissance de pointe liée à l’aide au travail manuel dans l’industrie aérospatiale. L’un de ces systèmes a été développé en deux phases.
- La première phase a été développée dans un projet de l’agence spatiale européenne nommé « EdcAR—Augmented Reality for Assembly, Integration, Testing and Verification, and Operations »[19]. L’objectif de cette première phase était essentiellement d’observer et d’avoir des retours et réactions par le système et par l’utilisateur pour les futurs recherches et développements. Le système a été testé par quatorze sujets dont un astronaute expérimenté dans la station spatiale internationale (ISS), des membres du Centre des astronautes européens (EAC) et un groupe d’étudiants.
- La seconde a été développée et évaluée dans le projet Horizon 2020 : « WEKIT—Wearable Experience for Knowledge Intensive Training »[20]. Elle a été réalisée à « ALTEC facilities » à Turin, en Italie. Trente-neuf participants qui ont réalisé une tache d’astronautes : l’installation d’un casier de stockage temporaire sur une maquette d’un des modules de l’ISS. L'expérience utilisateur a été évaluée en utilisant des questionnaires détaillés et des entretiens recueillant un retour d’information approfondi sur leurs expériences. Ces derniers étaient axés sur l'acceptation de la technologie, la convivialité du système et la satisfaction des utilisateurs. L'analyse des questionnaires et des entretiens a montré que les scores obtenus pour l'expérience utilisateur étaient proches de la moyenne souhaitée.

Le système de réalité augmentée a été conçu pour la plateforme « Microsoft HoloLens » et a été mis en œuvre sur une architecture modulaire. L’évaluation du système AR a pour objectif de prouver qu’une expérience utilisateur raisonnable de la réalité augmentée peut réduire les erreurs de performance lors de l'exécution d'une procédure, augmenter la mémorabilité, diminuer les coûts et améliorer la rentabilité de la formation.[réf. nécessaire]

### Sport
Depuis le début des années 2020 plusieurs acteurs proposent des lunettes légères, comparables au poids de lunettes classiques, fonctionnant en bluetooth disposant d'une autonomie de plusieurs heures et permettant l'affichage tête haute de données telles que la puissance, la vitesse, le rythme cardiaque. L'affichage consiste en une projection d’informations sur le verre d’une paire de lunettes, par un dispositif miniaturisé à technologie Oled intégré dans la monture,.

### Éducation et autisme
En 2017, un groupe de chercheurs pose l'hypothèse dans Frontiers in Pediatrics que des lunettes intelligentes puissent contribuer à une meilleure interaction sociale et intégration sociétale des personnes autistes.
L'année suivante, l’efficacité et la faisabilité de l’utilisation de lunettes intelligentes adaptées aux besoins de personnes autistes a fait l'objet d'une publication préliminaire portant sur quatre enfants d’une école primaire publique, en mesurant l'irritabilité (baisse de 90 %), l'hyperactivité (baisse de 41,6 %) et l'asociabilité (baisse de 45,6 %).

## Exemples

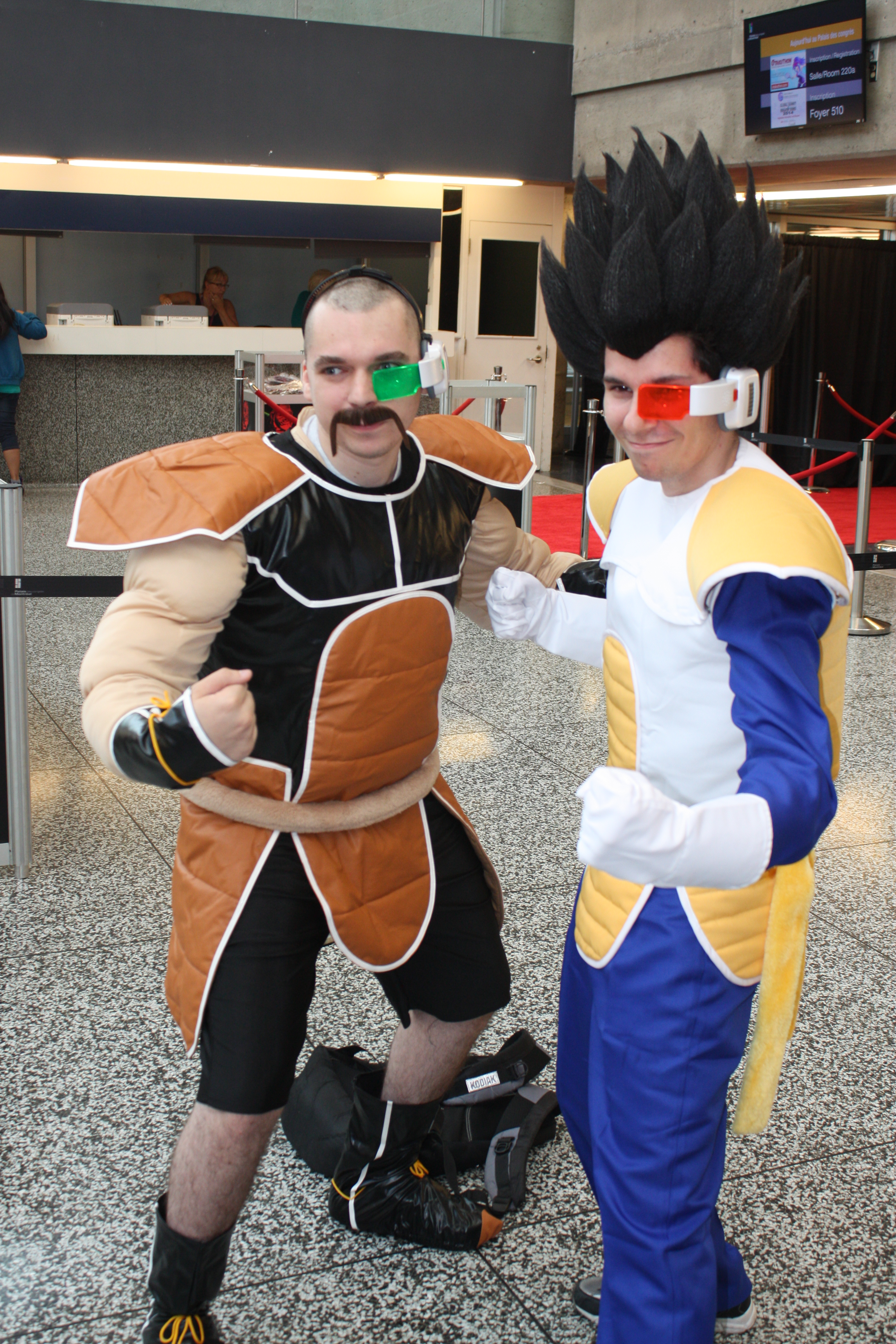
L'univers de Dragon Ball Z a popularisé le concept d'appareil optique à affichage digital en 1988, au point que les Google Glass y font référence dans leur circuit imprimé.

- Eye Tap Digital Eye Glass (1999), par Steve Mann ;
- Affective Computing du MIT Media Lab lance des lunettes portables de lecture émotionnelle avec Rana el Kaliouby (2006)[25] ;
- Google Glass à partir de 2014[26] ;
- Samsung Gear Glass (à partir de 2014)[5] ;
- Téou d’Atol à partir du 24 septembre 2014[27] ;
- Lunettes Ellcie Healthy, commercialisées en avril 2018 dans le réseau Optic 2ooo
- Atolzen d'Atol, à partir de décembre 2018
- Lunettes Engo Eyewear par la société Microoled, commercialisées à partir de 2020[28]

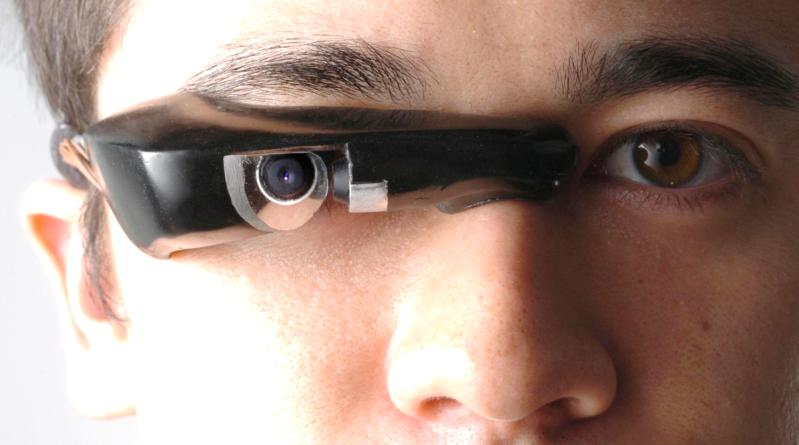
Lunette intelligente EyeTap (en).
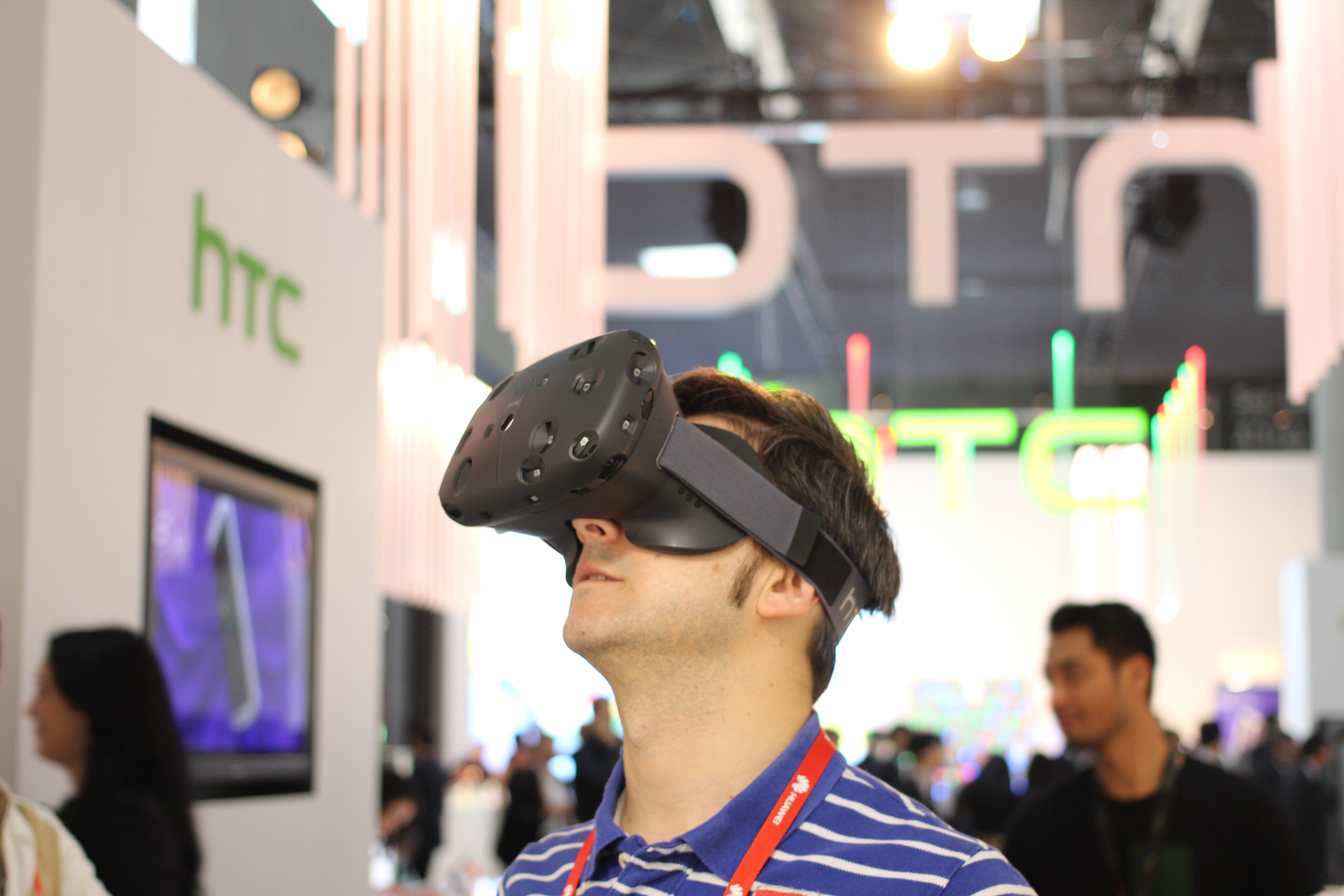
L'HTC Vive, un casque de réalité virtuelle disposant d'une caméra permettant d'interagir avec l'extérieur.

## Controverses
Les lunettes intelligentes sont un concept récent et peu commercialisé. Il existe donc encore très peu de documentation et d'études sur la santé ou la privatisation des données qui sont les controverses principales associées à cette technologie.